# Twist again à Moscou
Pour plus de détails, voir Fiche technique et Distribution.
Twist again à Moscou est un film français réalisé par Jean-Marie Poiré, sorti en 1986.
À l'instar de Papy fait de la résistance (le précédent film de Poiré), le film réunit l'« ancienne » génération d'acteurs (dont font partie les expérimentés Philippe Noiret, Bernard Blier, Jacques François) et la « nouvelle », représentée notamment par Christian Clavier et Martin Lamotte (qui ont co-écrit le scénario avec Poiré), Agnès Soral (forte du succès de Tchao Pantin), Anaïs Jeanneret et Roland Blanche.

## Synopsis

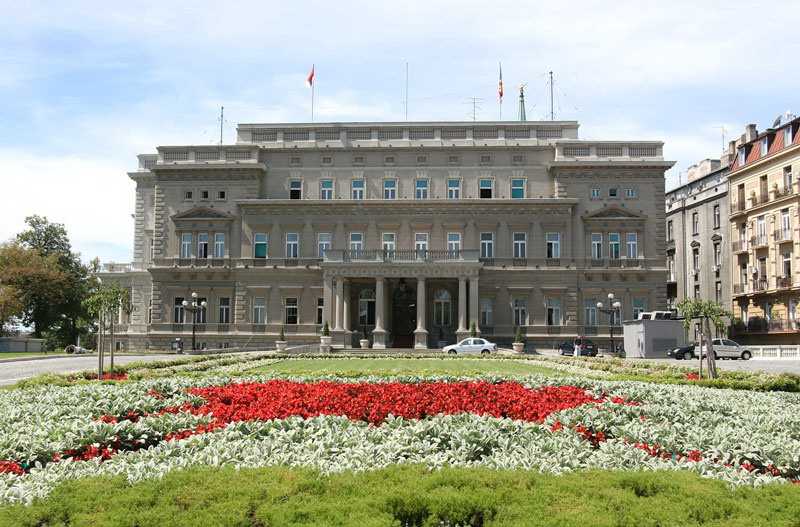
Le Stari dvor à Belgrade, qui sert de décor extérieur pour l'hôtel Tolstoï.

En 1984, à Kiev, Iouri (Christian Clavier) organise un concert de rock clandestin pour sa fiancée, la célèbre Tatiana Fédorova (Agnès Soral). Alors que le concert se déroule sans embûches, les parents de Tatiana, un intellectuel juif et son épouse, débarquent à l'improviste, et demandent à Iouri de les cacher parce qu'ils sont poursuivis par le KGB.
Effectivement, peu de temps après, le KGB débarque et, sous les ordres de Sergueï Léontiev (Roland Blanche), sème la panique parmi les spectateurs. Iouri et sa belle-famille sont obligés de s'enfuir, et décident de faire appel à Igor Tataïev (Philippe Noiret), le beau-frère de Iouri, directeur de l'hôtel Tolstoï à Moscou. Celui-ci jouissant de relations haut placées mène un train de vie très confortable, et se trouve davantage concerné par l'avenir musical de sa fille (Anaïs Jeanneret) qui doit passer le concours international Tchaïkovski, que par son beau-frère qu'il déteste.
Sous la pression de son épouse Natacha (Marina Vlady), Igor Tataïev va tout de même demander l'appui de son ami, le ministre Alexeï (Bernard Blier), qui lui apprend que son hôtel va être prochainement contrôlé par un délégué du Parti. Aussitôt sorti du bureau du ministre, il est interpellé par Boris Illitch Pikov (Martin Lamotte), un contrôleur dont il va vite apprendre à détester le zèle.
Le soir même, Iouri et sa belle-famille débarquent à Moscou au moment même où Tataïev essaye d'emporter en douce un maximum de biens de l'hôtel. Les premiers ayant dû s'assurer les services d'un individu louche sèment rapidement la panique à l'hôtel, où le maréchal Bassounov (Jacques François), nouvellement nommé au Politburo, est venu dîner en compagnie d'Alexeï. Après avoir accidentellement enfermé Pikov dans la chambre froide, Tataïev parvient à donner le change, pendant que Iouri et sa famille sont conduits à son appartement de fonction. Désireux de se débarrasser au plus vite de son encombrante belle-famille, Igor accepte de la mettre en rapport avec un de ses contacts, qui leur promet un passage en Turquie en avion depuis l'Arménie.

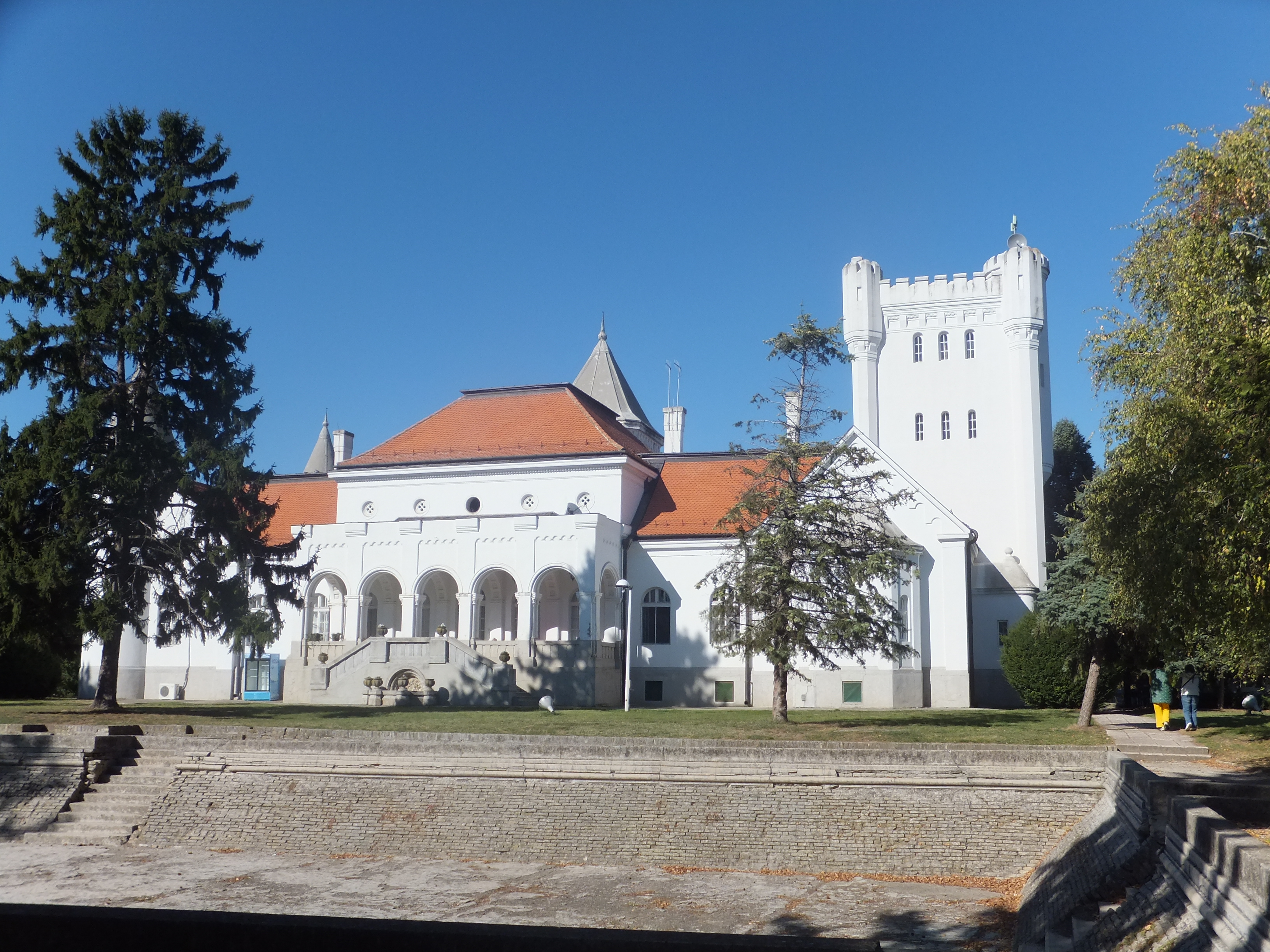
Le château Fantast, en Serbie, qui sert de décor extérieur pour la demeure du ministre Alexeï.

Le plan échoue lamentablement et Igor se fait arrêter par le KGB après être rentré quasi à pied depuis l'Arménie. Ses relations le sauvent encore une fois au grand dam de Pikov qui lui en veut personnellement, mais il est contraint de dénoncer son beau-frère en échange.
La situation devenant intenable, le soir du réveillon du Jour de l'an, Iouri et sa belle-famille débarquent chez Alexeï, chez qui Igor et sa femme ont été invités, lui volent son bateau après avoir agressé Bassounov et parviennent à se rendre en Suède. Iouri et Tatiana, après avoir emprunté la voiture du vaillant général, décident cependant de rester en URSS.
Le film se finit sur un bref aperçu humoristique de ce que chacun de ses personnages est devenu : Sergueï Léontiev a été envoyé pour « infiltrer » des tribus hostiles en Afrique, Boris Pikov participe avec « enthousiasme » à l'élaboration d'un gazoduc en Sibérie par −46 degrés, Féodor et son épouse ont écrit un roman et vivent heureux en Israël, Iouri et Tatiana « continuent » à organiser des concerts, et grâce au premier concert de leur fille, Igor et Natacha ont ouvert un cabaret russe à Londres.

## Fiche technique
- Titre : Twist again à Moscou
- Réalisation : Jean-Marie Poiré
  - Assistants réalisateurs : Serge Frydman et Jean Couturier
- Scénario : Christian Clavier, Martin Lamotte et Jean-Marie Poiré
- Musique : Michel Goglat
- Photographie : Pascal Lebègue
- Montage : Catherine Kelber
- Son : Alain Sempé
- Décors : Pierre Guffroy
- Production : Alain Poiré et Erik Disch
- Sociétés de production : Caméra One, Films A2, Gaumont International, Renn Productions
- Pays d'origine :  France
- Langues originales : français et russe
- Genre : comédie
- Durée : 89 minutes
- Dates de sortie : 
  - France : 22 octobre 1986
- Affiche : Jean Mascii (France)

## Distribution
- Philippe Noiret : Igor Tataïev, directeur de l'hôtel Tolstoï à Moscou
- Christian Clavier : Iouri, fiancé de Tatiana Fédorova
- Martin Lamotte : Boris Illitch Pikov, contrôleur envoyé par le Parti à l'hôtel Tolstoï
- Bernard Blier : Alexeï, ministre
- Agnès Soral : Tatiana Fédorova, chanteuse célèbre
- Marina Vlady : Natacha Tataïev, épouse d'Igor et sœur de Iouri
- Anaïs Jeanneret : Katrina, fille de Natacha et Igor, promise à un bel avenir dans la musique
- Jacques François : le maréchal Léonid Bassounov
- Roland Blanche : Sergueï Leontiev, membre du KGB
- Josine Comellas : Tamara Zabelsky dite Mamiska
- André Thorent : Fedor Zabelsky
- Jean-Yves Chatelais : le membre du groupe de musique de l'hôtel
- Jacqueline Doyen : l'épouse du maréchal
- Anne-Marie Jabraud
- Jean-Paul Roussillon : le Géorgien qui vend le moteur d'avion
- Bruno Balp
- Pierre Baton
- Franck-Olivier Bonnet : Dimitri, un employé de l'hôtel Tolstoï
- Carole Brenner
- Colette Castel
- Raoul Delfosse
- Albert Delpy
- Michel Francini
- Louba Guertchikoff : Nina
- Vincent Martin
- Jean-Paul Muel : Gregory
- Yvette Petit : Irina
- Dimitri Radochevitch
- Bruno Raffaelli
- André Raffard
- Elisabeth Rambert
- Colette Ripert
- Marie-Christine Robert
- France Rumilly : une invitée du repas
- Micky Sébastian : une employée de l'hôtel
- Roland Giraud : narrateur (et voix de personnages filmés de dos) (non crédité)

## Production
Au départ produit par Claude Berri, c'est Pierre Richard qui était pressenti pour le rôle d'Igor, mais il déclina.[réf. nécessaire]

### Lieux de tournage
- Yougoslavie : on peut voir des endroits de Belgrade, comme la ville nouvelle de Novi Beograd au début du film, le Stari dvor et la Studentski trg, le Bâtiment de l'Assemblée nationale à Belgrade, le complexe d'habitation des « East Gate of Belgrade », mais aussi le château Fantast près de Bečej et la façade Art nouveau du Palais Raichle de Subotica[1]. On peut constater un grand nombre de voitures yougoslaves dans les scènes tournées en ville, ainsi que des inscriptions en alphabet serbe latin[2] ou serbe cyrillique[3].
- Savoie : sur les pentes du Galibier, notamment lorsque les deux héros sortent d'une voiture en feu et trouvent refuge dans une bergerie à Plan Lachat-Valloire.

## Autour du film
- On notera qu'au début du film, tout comme dans la bande-annonce, les noms des principaux interprètes ont été transformés pour leur donner une consonance slave. Ainsi Philippe Noiret devient Philippe Noiretov, Christian Clavier devient Christian Clavierov, Martin Lamotte devient Martin Lamottov, Bernard Blier devient Bernard Blieroff, Agnès Soral devient Agnès Soralsky, Marina Vlady devient Marina Vladimirovna, Anaïs Jeanneret devient Anaïs Jeanneretov, Jacques François devient Jacques Franscoï et Roland Blanche devient Roland Blanchsky.
- Lors du dîner du maréchal Bassounov (Jacques François) à l'hôtel Tolstoï, l'orchestre fait fi des quotas de chants locaux, précédemment rappelés par Pikov, et fait danser les clients du restaurant avec des chansons à la mode en « Occident » dont notamment Brigitte Bardot de Dario Moreno.
- Jean-Marie Poiré fait un caméo à 1h25, sous les traits d'un agent du KGB qui trouve le portefeuille perdu par les Zabelsky.

## Sortie vidéo
Twist again a Moscou sort en Blu-ray le 2 septembre 2020 édité par Gaumont, avec en complément le documentaire Loufok'n'roll à Belgrade avec des témoignages de Jean-Marie Poiré, Christian Clavier et Agnès Soral.

## Critiques
Le film reçut de très nombreuses critiques mitigées. Dominique Maillet, dans sa biographie de Philippe Noiret, parle d'un échec « sur tous les plans », « commercial comme artistique ». Au contraire, Alain Paucard le défend, l'estimant « tendre et touchant ».
Dans un ouvrage-hommage consacré au professeur Jacques Fontanel, Serge Sur fera une chronique du film qu'il décrira comme « bouillonnant et rapide », « film touffu au rythme épique ».

## Box-office
Le film connaît un démarrage correct avec près de 470 000 entrées, en deçà de celui de Papy fait de la résistance (1,1 million d'entrées en première semaine), mais relativement mieux que celui du Père Noël est une ordure (près de 285 000 entrées lors de son démarrage). Alors qu'il passe le cap du million d'entrées en troisième semaine, Twist Again à Moscou amorce une forte baisse de fréquentation avant de quitter le top 30 hebdomadaire lors de sa septième semaine d'exploitation en salles. Finalement, le long-métrage achève son exploitation avec le score honorable de 1 361 683 entrées, insuffisant cependant pour que le film soit rentable compte tenu de son coût de production faramineux.
| Semaine | Semaine                        | Rang | Entrées | Cumul     | no 1 du box-office hebdo. |
| ------- | ------------------------------ | ---- | ------- | --------- | ------------------------- |
| 1       | 22 au 28 octobre 1986          | 2    | 468 843 | 469 703   | Cobra                     |
| 2       | 29 octobre au 4 novembre 1986  | 3    | 410 056 | 879 759   | Cobra                     |
| 3       | 5 au 11 novembre 1986          | 6    | 213 682 | 1 093 441 | Descente aux Enfers       |
| 4       | 12 au 18 novembre 1986         | 7    | 111 026 | 1 204 467 | Jean de Florette          |
| 5       | 19 au 25 novembre 1986         | 15   | 49 736  | 1 254 203 | Manon des sources         |
| 6       | 26 novembre au 2 décembre 1986 | 23   | 27 909  | 1 282 112 | Manon des sources         |
| 7       | 3 au 9 décembre 1986           | 30   | 15 537  | 1 297 649 | Manon des sources         |